# Molpe Colles
I Molpe Colles sono una struttura geologica della superficie di Venere.